# السرديات التطبيقية قراءات في سردية الرواية العربية
السرديات التطبيقية قراءات في سردية الرواية العربية كتاب لسعيد يقطين الحاصل على جائزة الشيخ زايد للكتاب 2016. وجائزة اتحاد كتاب الإنترنيت العرب 2008 وحصل الكتاب على جائزة كتارا للرواية العربية في دورتها الثامنة عام 2022، في فئة البحث والدراسات النقدية. ينتمي الكتاب لمشروع سعيد يقطين النقدي حول السرديات العربية يتناول موضوع السرديات وتطبيقها في دراسة الرواية العربية.

## مفاهيم
السرديات التطبيقية: هي مجال دراسة يركز على تطبيق النظريات السردية على مختلف النصوص، بهدف تحليلها وفهمها. تهدف هذه الدراسة إلى ردم الفجوة بين النظرية والتطبيق، وتطبيق المفاهيم السردية على النصوص الأدبية وغير الأدبية. تشمل أهدافها تحليل النصوص السردية، وتطوير النظرية السردية، وفهم الخصائص الفريدة للنصوص المختلفة.
تطبيقات السرديات التطبيقية متنوعة، وتشمل تحليل الروايات، ودراسة السرد في مختلف الوسائط مثل الأفلام والبرامج التلفزيونية والألعاب الإلكترونية، وتحليل الخطاب لفهم كيفية بناء المعنى والتواصل.

## نبذة
تتناول الدراسة النقدية موضوع السرديات وتطبيقها في دراسة الرواية العربية. يركز الكتاب على أهمية السرديات كعلم أدبي يمكن من فهم الظواهر الأدبية بشكل أعمق. ويوضح كيف يمكن تطبيق السرديات في قراءة النصوص الأدبية، وكيف يمكن أن يساعد هذا العلم في فهم البنية السردية والعناصر التي تشكلها. يتناول الكتاب أيضًا موضوع البنيوية وتأثيرها على دراسة الأدب، ويبرز يقطين أهمية التعامل مع البنيوية كروح وليس كمنهج نقدي فقط. يشدد يقطين على أهمية فهم السرديات كعلم يهتم بدراسة السرد في مختلف أشكاله، من اللغة اليومية إلى الخطاب الأدبي والسينما.